# KkStB 17 sorozat
A CLB IIf egy gyorsvonati szerkocsisgőzmozdony-sorozat volt a Galizische Carl Ludwig-Bahn-nál (CLB).
A CLB nyolc db 1B tengelyelrendezésű gyorsvonati mozdonyt rendelt melyeket a chemnitz-i Hartmann cég 1884-ben szállított le. A IIf osztályba sorolták. Az 1892-es államosításkor a kkStB a 17.01-08 pályaszámokat adta nekik.
Az első világháború után a még üzemelő mozdonyok (hat db) a Csehszlovák Államvasutakhoz (ČSD) került, közülük 5 kapott pályaszámot a 244.0 sorozatban és 1932-ig selejtezték valamennyit.

## Fordítás
- Ez a szócikk részben vagy egészben  a   CLB IIf című német Wikipédia-szócikk fordításán alapul.  Az eredeti cikk szerkesztőit annak laptörténete sorolja fel. Ez a jelzés csupán a megfogalmazás eredetét és a szerzői jogokat jelzi, nem szolgál a cikkben szereplő információk forrásmegjelöléseként.